# Fullmetal Alchemist
Fullmetal Alchemist (鋼の錬金術師 Hagane no renkinjutsushi, lit. "Stålalkemisten"), förkortas oftast som FMA eller Hagaren, är en japansk manga från 2001. Serien är skapad av Hiromu Arakawa och publicerad i Square Enix Monthly Shonen Gangan. Det har gjorts en anime på 51 avsnitt med samma namn, som bara följer mangans handling delvis och har ett helt eget slut. En film med namnet Fullmetal Alchemist the Movie: Conqueror of Shamballa, vars berättelse tar vid några år efter avslutet i animen, gjordes efteråt. Många tyckte att animen var för olik originalberättelsen, och därför gjordes en annan anime under namnet Fullmetal Alchemist: Brotherhood på 64 avsnitt och som följer mangan. Det finns också en andra film som följer Fullmetal Alchemist: Brotherhood.

## Seriens handling
I serien får man följa Edward "Ed" Elric och hans yngre bror Alphonse "Al" Elric på deras jakt efter "De vises sten". Edward och Alphonse är uppväxta och bor i den lilla byn Rizumbul ute på landet med sin snälla mamma Trisha medan pappan Van Hohenheim har lämnat hemmet. Detta får Edward att hata sin far, eftersom han menar att Hohenheim lämnade sin familj i sticket och aldrig har brytt sig om dem. De är redan som unga pojkar mycket talangfulla inom området alkemi men det är först när deras mamma tragiskt nog går bort i en sjukdom som de bestämmer sig för att lära sig tillräckligt mycket om alkemi för att återuppliva henne och få tillbaka allt som det en gång var.
Trots att "receptet" för en människokropp är välkänt, och ingredienserna finns att köpa billigt, har ingen någonsin lyckats använda alkemi till att skapa eller återuppliva en människa. Det är dessutom ett grundläggande tabu inom alkemin att försöka sig på mänsklig transmutation, och följaktligen oförlåtligt. Edward och Alphonse avfärdar dock tabun som ett poänglöst uttryck för andras misslyckande, och söker all information de kan hitta om ämnet i sin fars kvarlämnade böcker. En stormig natt inleder de slutligen transmutationen, och använder sitt eget blod som en komponent för moderns själ. Något går dock fruktansvärt fel. Trots att de gett alla ingredienser som behövs för en mänsklig kropp, är det inte nog i utbyte. Istället tas Edwards vänstra ben ifrån honom medan Alphonse förlorar hela sin kropp. I desperation offrar Edward sin högra arm och lyckas därmed fästa broderns själ vid en rustning.
Edward bestämmer sig för att bli en statlig alkemist, vilket innebär att man får forskningsbidrag och större möjligheter i utbyte mot att man är bunden till militären. Edward klarar provet och blir därmed landets yngsta statliga alkemist och får namnet Stålalkemisten. Han och Alphonse påbörjar nu sin resa för att återställa sina kroppar, och sitt sökande efter De vises sten som kan återge dem det de en gång hade. Men naturligtvis är det många andra som är ute efter den legendariska stenen, och som har betydligt ondare avsikter och som inte gillar att Elric-bröderna snokar i saken.

## Alkemi
Alkemi är en viktig del i serien, och det går ut på att skapa något nytt från något av samma massa. För att få något, måste något av samma värde offras. En av figurerna i serien, major Alex Louis Armstrong, förklarar den alkemiska processen såsom uppdelad i tre steg: den inledande fasen är insikten om hur ett föremål är uppbyggt. Därpå följer föremålets sönderdelande, varpå processen avslutas genom det nya objektets sammansättning.
Eftersom alkemi är en vetenskap, är den strikt bunden till naturens lagar. En trasig radio kan således återställas till sitt forna utseende, men kan inte förvandlas till exempelvis ett träd, då ett sådant varken har samma massa som en radio, eller delar en radios beståndsdelar. Alkemister talar ofta om likvärdigt utbyte för att förklara hur alkemin fungerar.

## Figurer

### Rizumbul
- Edward "Ed" Elric är en 15-årig pojke som är landets yngsta statliga alkemist, vilket han lyckades bli vid 12 års ålder. Han får titeln Stålalkemisten (Fullmetal Alchemist/Hagane no renkinjutsushi) på grund av sina mekaniska kroppsdelar, vilka har bytts ut mot hans högra arm och vänstra ben som han förlorade när han försökte sig på mänsklig transmutation. Detta hålls dock hemligt eftersom mänsklig transmutation är ett av alkemins tre tabun. Edward har ett hett temperament och avskyr när andra kommenterar hans korta längd eller tvingar honom att dricka mjölk, men han blir samtidigt omnämnd som ett underbarn på grund av sin talang för alkemi. Han är fast besluten att hitta ett sätt att återställa sin bror Alphonses och sin egen kropp, och är därför ständigt på resande fot för att söka efter de vises sten och annan alkemi.

- Alphonse "Al" Elric är Edwards ett år yngre bror. Alphonse får sin själ fäst vid en rustning efter den misslyckade transmutationen och blir därför ofta misstagen för att vara den äldre brodern och Stålalkemisten, till Edwards fasa varje gång. Alphonse är lugnare till naturen än sin bror, och får ofta lugna ner honom när broderns humör går över styr. På grund av att hans själ är i rustningen påverkas han inte av hunger eller sömn vilket gör honom aktiv 24 timmar om dygnet. Al är ganska stark och till skillnad från människor tröttas han inte ut av att slåss. När Ed och Al sparrar med varandra har Ed inte vunnit en enda gång över Al.

- Trisha Elric är mor till Alphonse och Edward men dör efter en tids sjukdom, vilket leder till att pojkarna gör ett misslyckat försök att återuppliva henne. Hon är en mycket snäll kvinna och omtyckt av sina söner. Emellertid blir hon ibland sorgsen då hon saknar barnens far Van Hohenheim som gett sig av hemifrån. På grund av att Trisha inte var gift med Van Hohenheim har Edward och Alphonse hennes efternamn.

- Van Hohenheim är Edwards och Alphonses far och en mycket skicklig alkemist. Han lämnar sin familj när Edward bara är några år gammal, och blir därför avskydd av Edward som anser att fadern, genom att lämna modern, bidrog till hennes död. Han ser ut som en medelålders man med blont hår och skägg, men har alltid sett ut så. I verkligheten är Hohenheim flera hundra år gammal och kommer från Xerxes. Han har de vises sten inom sig vilket gör honom odödlig.

- Winry Rockbell är Edwards och Alphonses barndomsvän, och även Eds mekaniker. Winry och hennes farmor Pinako tillverkar maskinbrynjor (automail), den sortens mekaniska kroppsdelar som en del av Edwards kropp består av. Det var Pinako och Winry som var de som tog hand om Elric-bröderna efter att deras mamma dog. Winrys egna föräldrar blev dödade under inbördeskriget i Ishval, där de arbetade som läkare. Winry är en gladlynt temperamentsfull flicka som avgudar maskinbrynjor, men är också mycket känslosam och bryr sig verkligen om Edward och Alphonse.

- Pinako Rockbell är Winrys farmor och en mycket känd maskinbrynjereparatör. Hon ser ut som en liten gumma med små glasögon och en lång knut uppe på huvudet. Pinako var Hohenheims dryckesvän när hon var ung, och hon säger att han ser likadan ut nu som han gjorde då. Hon har en hund som heter Den, vars ena ben är en maskinbrynja.

### Militären
- Roy Mustang är överste på östra kommandocentralen och Edwards överordnande. Han är statlig alkemist med titeln Flamalkemisten, och har som specialområde att skapa eld med hjälp av sina specialhandskar. Han är en mycket ung officer som stigit snabbt i graderna, och har som mål att bli landets ledare. Roy deltog i Ishvalkriget och var då en hjälte, men säger själv att kriget var ett helvete. Han har en delad personlighet: i vissa situationer är han mycket lättsam och oansvarig, och låter sina underordnade jobba medan han själv dejtar många olika kvinnor, i andra situationer är han beslutsam och hård om det krävs. Roy satsar helt och fullt på sin karriär, och tycker om att glänsa. Han blir senare förflyttad till Centrums kommandocentral.

- Riza Hawkeye är löjtnant under överste Mustang och hans närmaste man. Hon är en mycket duktig skytt som deltog i Isvhalkriget under sin utbildning, och gick då under namnet Hökens öga. Riza är den som håller ordning på saker och ting på högkvarteret och ser till att Roy inte bara tramsar och struntar i att arbeta. Hon tar hand om en hundvalp som hon döper till Black Hayate, och som hon uppfostrar med speciella metoder. Riza är dotter till Roys lärare, och har formeln för eldalkemi intatuerad på sin rygg.

- Jean Havoc är fänrik under överste Mustang. Han är en bra man i fält och i kroppsarbete, men är inte särskilt smart. Hans högsta önskan är att få en flickvän, men han har ont om tid då Roy alltid låter sina män jobba över. Havoc har alltid en cigarett i munnen.

- Heymans Breda är fänrik under överste Mustang. Han är mycket smart men också ganska lat av sig. Han är rätt tjock och har skäggstubb. Han är extremt rädd för hundar.

- Kain Fuery är sergeant under överste Mustang. Han är kommunikationsspecialist och mycket bra på teknik. Han har en mild, snäll personlighet som också gör honom lite feg och lätt att utnyttja. Han är kortväxt, har kort svart hår och stora glasögon.

- Vato Farman är kadett under överste Mustang. Han är en vandrande databank och lägger all information på minnet. Han är ganska tillbakadragen av sig och blir lätt utnyttjad av Roy. Farman är lång och har grånat hår.

- Maes Hughes är överstelöjtnant på centrums kommandocentral, och arbetar på rättskontoret. Han är också Roy Mustangs kamrat sedan officersutbildningen. Hughes har en positiv väldigt framfusig personlighet, och är snäll och trevlig mot alla han möter till den grad att de tycker han är överdriven. Han är ganska lång, har skäggstubb och glasögon. Han skryter alltid om sin 3-åriga dotter Elicia och sin fru Gracia. Hughes blir mördad av Envy och utnämns till brigadgeneral, eftersom han dog i tjänsten.

- Alex Luis Armstrong är major på centrums kommandocentral, under överstelöjtnant Hughes. Han är en statlig alkemist med titeln Kraftarmsalkemisten, och har som specialitet att blanda sin fysiska styrka med alkemi. Armstrong är mycket storväxt och har enorma muskler vilket gör att hans styrkenivå ligger högt över det normala hos en människa, han är en av de bästa när det kommer till närkamper. Han kommer från en rik, fin familj och skryter ofta om sitt familjearv och om alla talanger som gått i arv från far till son i generationer. Trots sitt utseende är Armstrong mycket snäll och dessutom vekhjärtad. Han är också högst känslosam, och brukar alltid bli rörd till tårar av andra personers berättelser, och kramar andra så hjärtligt att de riskerar att bryta revbenen.

- Maria Ross är andrelöjtnant på centrums kommandocentral under major Armstrong. Hon har kort brunt hår och ett födelsemärke under ena ögat. Maria Ross är lugn och självdisciplinerad, och är noga med att uppföra sig så som ett lägre befäl ska. Hon och hennes partner Denny Brosh blir utsedda till bröderna Elrics livvakter när dessa är på besök i centrum. Maria Ross döms oskyldigt till mordet på Hughes, men lyckas rymma med hjälp av Barry the Chopper.

- Denny Brosh är sergeant på centrums kommandocentral under major Armstrong, och är Maria Ross partner. Han är en ung, blond man som har ett lättsamt lynne och är ganska blåögd. När Maria Ross blir anklagad för mordet på Hughes blir han mycket upprörd och vill inte tro det, men han försöker aldrig göra något åt saken.

- Grumman är generallöjtnant och den som är ytterst ansvarig på östra kommandocentralen. Han är en småväxt gammal man med grått hår och mustasch. Han är däremot fortfarande alert och livlig, och omnämns som en slug gammal räv. Hans favoritmetod är att låta andra göra jobbet, och själv gå in sent och ta på sig all ära. Grumman är den som får posten som ledare efter att Far har besegrats tillsammans med King Bradley. Grumman är nära besläktad med löjtnant Hawkeye.

- Olivia Mira Armstrong är generalmajor och den som är ytterst ansvarig på Briggs, som är Amestris nordligaste utpost och största försvar mot det fientliga grannlandet Drachma. Olivia Armstrong är en vacker blond kvinna, som styr Briggs med järnhand. Hon är mycket bestämd och gör precis som hon anser vara bäst, även om det innebär att ta till farliga metoder. Hon följer benhårt Briggs motto att äta eller ätas, och är både djupt respekterad och fruktad av sina mannar. Olivia Armstrong är Alex Louis Armstrongs storasyster och anser att hennes bror är ett fegt kräk som inte duger till att vara familjens arvtagare. Hon är en mycket duktig svärdsfäktare och har alltid ett långt svärd med sig.

### Homunculus
Homunculuserna är seriens huvudantagonister. Alla av de (förutom Far) är namngivna efter De sju dödssynderna och deras personligheter är baserad på synderna.
- Far är den första homunculus och även den som alla andra homunculus är skapade av och ser som sin far. Han gestaltar sig som en medelålders man med blont hår och skägg, mycket lik bröderna Elrics pappa Hohenheim. Far har sitt högkvarter i de hemliga tunnlarna under Centrum, och är den som ligger bakom allting. Hans plan innefattar landets styrning, alla krig landet utkämpar, systemet med statliga alkemister med mera som bröderna Elric blir inblandade i. Far var från början en liten svart rökvirvel som gick under namnet "Homunculus" och som bodde i ett provrör i Xerxes för hundratals år sedan. Han lyckades lura Xerxes kung att öppna porten för att skapa de vises sten, och inledde därmed sin plan att bli världens mäktigaste varelse, den perfekta skapelsen.

- Lust är en vacker kvinna med svartlockigt långt hår och svart klänning. Hon kan sträcka ut sina naglar och använda dem som vapen, kallade det perfekta spjutet. Lust är partner med Gluttony och är den av de två som är smart och kan följa Fars instruktioner på ett kontrollerat sätt. Hon kan utnyttja sitt utseende för att få upplysningar, men har inget emot att ta till hot om det behövs. Hon dödas av Roy Mustang under deras strid i det 3:e laboratoriet.

- Envy ser ut som en ung man med långt grönt hår. Han kan byta skepnad efter behag, och använder denna förmåga för att spionera inom militären eller för att fienden ska sänka garden. Hans sanna skepnad är i form av en jättestor ödleliknande varelse som är omlindad av lidande människor som offrades när de vises sten tillverkades. Envy är fåfäng och avundsjuk av sig, och har lätt för att bli upprörd och irriterad speciellt om han blir retad eller misslyckas med något. Envy var den som dödade Hughes, när han tog formen av Maria Ross och av Hughes fru. Han besegras av Roy Mustang och decimeras till sin ursprungliga kropp, en liten grön bakterieliknande varelse. Detta sedan han avslöjat att han är Hughes mördare. Han begår sedan självmord genom att dra ut det vises sten ur sin kropp och förstöra den.

- Greed är en homunculus som rymt från Far för cirka 200 år sedan. Han håller numera till i Dublith i södern med ett gäng av chimärer som är en blandning av människor och djur. Greed är girigheten själv och vill ha allt - tjänare, pengar och kvinnor. Han har en kraft som gör att han kan göra sig osårbar, vilket kallas den perfekta skölden och är mycket svår att skada. Trots detta besegras han av King Bradley, och återgår till att bli en del av Far. Greed skapas på nytt när de vises sten blir insatt i Ling Yaos kropp, men detta är en ny Greed utan någon koppling till den gamle. Greed har däremot samma giriga personlighet, men återfår så småningom några av den gamle Greeds minnen och vänder sig därmed mot Far. Ling vägrar också att försvinna och lever inom Greed och kan påverka denne, och till och med byta tillbaka så att han får kontroll över sin kropp igen. Greed har som princip att aldrig ljuga.

- Wrath (anime) Det fanns en annan homunculus i den första versionen av Fullmetal Alchemist som stal Edwards arm och ben under deras försök att väcka deras mamma tillbaka till liv. Han kunde använda en sorts alkemi som gör så att man kan förenas med material. Han blev funnen på den öde ö som Edward och Alphonse blivit strandsatta på under deras utbildning hos Izumi Curtis. Hon beskyddade sedan Wrath som sitt barn under deras möte på ön. Wrath dör i "Fullmetal Alchemist - Conqueror of Shamballa". Där dödas han av Gluttony som gestaltat sig i en "vild" form.

- Sloth (anime) I den första animen förekommer även en helt annan variant av Sloth. Denna Sloth skapades av Edward och Alphonse när de försökte återuppväcka sin mamma Trisha från de döda, därför antog den nyfödda homunculusen hennes skepnad. Hon har förmågan att förvandla sin kropp till rent vatten och använda det som ett vapen. Hon dör längre fram i serien när pojken Wrath smälter samman de båda med Trishas kvarlevor, vilket förlamar henne. Edward använder sedan sin alkemi till att omvandla Sloth till luft så att hon löses upp, men hon lyckas ändå visa dem sina sanna känslor innan dess.

- Pride (anime) Enligt den första animen skapades Pride av Dante som den högst rankade och mest praktfulla av homunculus, i denna anime är Pride det sanna namnet på King Bradley (i motsats till originalberättelsen). Till skillnad från Wrath i mangan har Pride ett enda svärd men är dock starkare och ytterst formidabel i kamp man mot man, vilket kan ses i hans slutliga uppgörelse med Roy Mustang. Översten dödade honom genom att sätta eld på ledarens mänskliga kvarlevor med sin alkemi. Som en sista åtgärd lät han även bränna lämningarna så att Pride aldrig skulle kunna komma tillbaka.

- Gluttony är en kort och tjock homunculus som alltid är hungrig. Med sitt jättelika gap kan han äta allting, från järn till levande människor. Han har också väldigt bra luktsinne och kan lukta sig till de personer han ska äta. Gluttony har en dum, barnslig personlighet och tänker i princip bara på att äta. Hans partner Lust bestämmer över honom, och deras relation är som en mamma och ett barn. Gluttony blir ledsen när Lust dör, och vill äta upp den som gjorde det. Gluttony dör när han blir slukad av Pride under en strid mot Alphonse, eftersom Pride tröttnar på att Gluttony bara "dör" hela tiden.

- Sloth är en mycket stor, muskulös homunculus som har skolkat för mycket och därför blivit tvingad av Far att gräva en jättelik tunnel runt hela Amestris. Han är trögtänkt och mycket långsam i det mesta han gör, och tycker att allting är jobbigt. Trots detta är han den snabbaste homunculusen. Han kan dock inte kontrollera sin snabbhet, forcerar oftast första bästa hinder framför sina ögon. Han blir dödad av syskonen Armstrong under den sista striden i centrum mot Far.

- Wrath är den yngsta homunculusen och har som förmåga att han kan åldras. På grund av detta fyller han funktionen som människa, och har därför kunnat bli Amestris ledare King Bradley. Bara de allra högsta i militären som är med på Fars plan, vet om att King Bradley är homunculus. Han är upptränad sen barnsben för att bli ledare, och var den första som klarade av att få de vises sten injicerad i sin kropp vilket gjorde honom till homunculus. Han är onaturligt bra på svärdsfäktning och kan röra sig i omänsklig hastighet. Wrath dör i en strid mot Scar innan den sista striden mot Far.

- Pride är den äldsta homunculusen och ser ut som en stor svart skuggform med ögon och huggtänder på skuggorna, samma onda ögon som Far hade när han fortfarande bara var "Den lille i flaskan" eller "Homunculus" fast större. Pride lever under täckmantel som Selim Bradley, King Bradleys 5-åriga son. Selim Bradley verkar vara ett glatt, snällt barn, men detta är bara en akt. Pride har en kall, okänslig personlighet och kan till och med offra dem på sin sida för att vinna. Pride dödas av Ed under den sista striden under Central, där Ed transmuterar sig själv till "De vises sten" och kan på så sätt nå fram till Prides och döda denne inuti Prides kropp.

### Övriga
- Rose är en flicka som bor i staden Liore, dit Edward och Alphonse reser i sin jakt på de vises sten. Roses pojkvän dog i en olycka och då blev hon sorgsen och nedstämd, men sedan fader Cornello kom till staden med sin lära om solguden Leto, blev hon mycket gladare. Rose håller fast vid tron på Leto, för att hon tror att hennes pojkvän kan återuppväckas om hon tror tillräckligt. När Edward störtar fader Cornello blir Rose återigen nedstämd eftersom hon förlorat hoppet, men Edward säger åt henne att hon kan stå själv för att hon har ben, och att hon inte behöver någon att tro på för att leva. Rose blev efter det mycket god vän med bröderna.

- Izumi Curtis är fru till en slaktare i Dublith i södern och en skicklig alkemist. Hon är bröderna Elrics mäster och lärde dem alkemi när de var unga. Izumi är egentligen mycket snäll men samtidigt sträng och har krävande undervisningsmetoder. Liksom Edward kan hon transmutera utan cirkel då hon öppnade porten i ett försök att återuppväcka sin döda bebis. En del av hennes inälvor togs ifrån henne, och därför tvingas hon äta mediciner och kräks blod vid jämna mellanrum. Izumi har ingen tanke på att bli en statlig alkemist trots att militären erbjuder henne det. Hon presenterar sig alltid som en vanlig hemmafru istället för en alkemist.

- Scar är en mörkhyad man med ett stort ärr i pannan, av vilket han fått sitt namn. Han är en ishvalan som överlevde utrotningskriget, och lever för att hämnas sitt folk. Detta gör han genom att mörda statliga alkemister, och är en efterlyst mördare i Amestris. Scars högerarm har tatueringar som tillåter honom att använda alkemi, dock bara det första steget: förstörelse. Han mördar sina offer med denna alkemi, och förstör också marken eller väggar för att fly när han är omringad. Allt detta gör han också i sin gud Ishvalas namn. Scar får senare några följeslagare i form av Yoki, före detta löjtnant och Mei Cheng. De försöker hitta Scars brors forskning, för att ta reda på vad militären och Far har för planer.

- Ling Yao är en 15-årig prins från det stora landet Xing i östern. Han kommer illegalt till Amestris för att finna de vises sten och ta med den till sin far kejsaren för att vara i en bra position att kunna ta över tronen. Ling är lång för sin ålder och har svart hår i en hästsvans. Han har en sorglös, ganska oansvarig personlighet vilket ses på att han ofta går vilse, han svimmar av hunger och tas av polisen för att vara en illegal invandrare. Dock är han också beslutsam och vill hitta de vises sten till varje pris. Ling har två livvakter med sig, Lan Fan och Fu, som liknar ninjor. Ling går frivilligt med på att få de vises sten insatt i sin kropp och ger sig själv till Greed, men han försvinner inte utan delar medvetande med Greed och samarbetar senare också med honom.

- Mei Cheng är en liten flicka som är prinsessa i Xing men representerar den del som är fattigast och sämst behandlad. Hon har svart hår i bollar på huvudet, och med flera långa svarta flätor. Hon är en snäll och glad flicka som ser något gott i alla, till exempel litar hon på Scar som alla andra hatar. Mei har i likhet med Ling kommit till Amestris för att hitta odödligheten, de vises sten. Hon kan använda cinnobri, Xings version av alkemi som kan användas på distans och utvecklats för läkekonst. Mei slår följe med Scar, tillsammans med sin lilla panda Xiao Mei. Hon är kär i Alphonse.